# The Barkleys of Broadway
 The Barkleys of Broadway és una pel·lícula musical estatunidenca de Charles Walters estrenada el 1949. És la tornada de la parella Astaire/Rogers. El guió es prestava al retrobament, ja que posava en escena dos ballarins al cim de la seva glòria.

## Argument
A la sortida d'una gran estrena, Josh (Fred Astaire) i Dinah (Ginger Rogers) Barkley van a una gran recepció on coneixen Jacques Barredout (Jacques François), dramaturg francès emigrat als Estats Units. Aquest, a qui no li agraden les comèdies musicals, els aconsella orientar-se cap a la tragèdia. Després d'una experiència tanmateix encertada Josh i Dinah decideixen de tornar a les seves arrels, amb un final ballat.

## Repartiment
- Fred Astaire: Josh Barkley
- Ginger Rogers: Dinah Barkley
- Oscar Levant: Ezra Miller
- Billie Burke: Sra. Livingston Belney
- Jacques François: Jacques Barredout
- Gale Robbins: Shirlene May
- George Zucco: El Jutge
- Clinton Sundberg: Bert Felsher
- Inez Cooper: Pamela Driscoll

## Al voltant de la pel·lícula
- Jacques François va arribar a Hollywood per interpretar el paper principal de Carta d'una desconeguda (1948) (però el paper va anar finalment a Louis Jourdan), i haurà d'esperar diversos mesos abans de ser escollit per interpretar Jacques Barredout a Entrem en el ball, la seva única pel·lícula estatunidenca abans de la seva tornada a França.
- Va ser l'última vegada que Fred Astaire i Ginger Rogers van actuar com a parella davant d'una càmera.[1] Lamentablement, amb aquesta pel·lícula els van fer un mal favor per ser un fiasc musical, rutinari i sense atractius, excepte un parell de números.[2]
- El realitzador Charles Walters fa una de les seves millors pel·lícules. Destaquen els números You’d Be Hard to Replace, They Can't Take That Away from me, i Shoes with Wings on.[3]

## Nominacions
1949: Oscar a la millor fotografia